# Portrait de Blaise Cendrars
Le Portrait de Blaise Cendrars est une l'huile sur  carton de 61 × 50 cm, réalisée en 1917 par le peintre italien Amedeo Modigliani.
Le tableau ne fait pas ou plus partie de la Collection Riccardo Gualino de la Galerie Sabauda de Turin.